# Syngonanthus nitens
|  | Aquest article tracta sobre una planta nativa d'Amèrica del Sud dita Capim dourado o Hierba dorada ('herba daurada'). Si cerqueu l'asplenàcia freqüent als Països Catalans coneguda com Herba daurada, vegeu «Dauradella». |

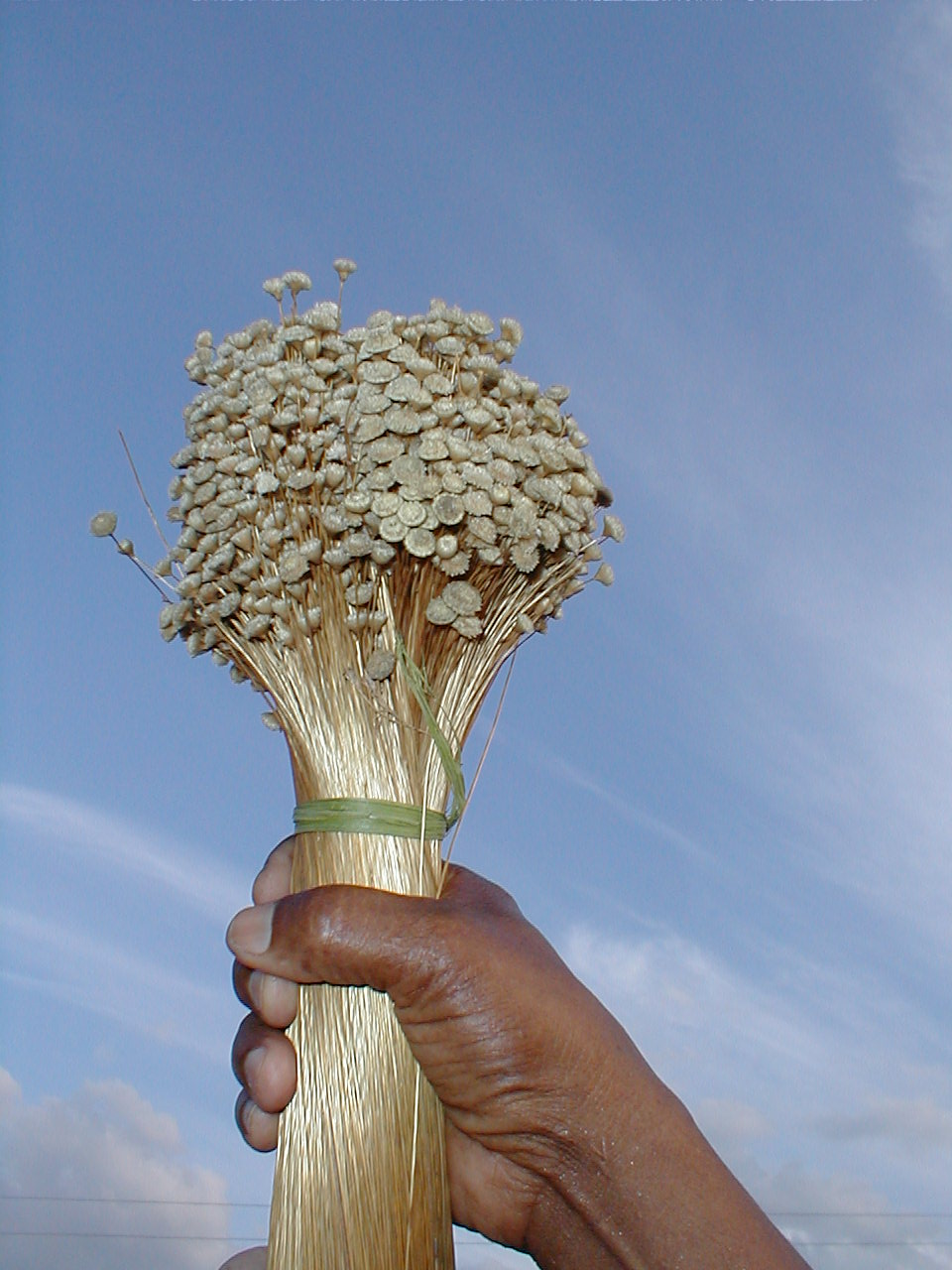
Pom d'escaps, les tiges florals

Syngonanthus nitens és una espècie de planta amb flors del gènere Syngonanthus dins la família de les Eriocaulàcies (Eriocaulaceae). És una planta nativa de les zones tropicals d'Amèrica del Sud. L'escap sec de la planta, la tija foral, presenta un característic color daurat, per aquest motiu és utilitzat per a la manufactura artesanal d'objectes. La brillantor metàl·lica és un efecte produït per l'acció combinada de l'absorció de determinades longituds d'ona de la radiació incident de la llum, gràcies als flavonoides que hi ha a l'escap, i a la reflexió d'altres.

## Taxonomia
Aquesta espècie va ser publicada per primer cop l'any 1831 a la revista Mémoires de l'Academie Imperiale des Sciences de St.-Petersbourg, amb el nom d'Eriocaulon nitens, pel botànic alemany August Gustav Heinrich von Bongard (1786-1839). Posteriorment, el botànic alemany Eugen Otto Wilhelm Ruhland (1878-1960), va moure el tàxon del gènere Eriocaulon al gènere Syngonanthus i des de llavors rep el nom de Syngonanthus nitens, aquest canvi va ser publicat l'any 1903 al tretzè volum de l'obra Das Pflanzenreich: regni vegetablilis conspectus.

### Sinònims
Els següents noms científics són sinònims de Syngonanthus nitens:
- Sinònims homotípics

- Dupatya nitens (Bong.) Kuntze
- Eriocaulon nitens Bong.
- Paepalanthus nitens (Bong.) Kunth

- Sinònims heterotípics

- Eriocaulon filiforme Bong.
- Eriocaulon maximiliani Mart.
- Syngonanthus chrysanthus var. castrensis Moldenke & L.B.Sm.
- Syngonanthus flavipes Moldenke
- Syngonanthus kuhlmannii Moldenke
- Syngonanthus nitens var. erectus Ruhland
- Syngonanthus nitens var. filiformis (Bong.) Ruhland
- Syngonanthus nitens var. hirtulus Ruhland
- Syngonanthus nitens var. koernickei Ruhland
- Syngonanthus nitens f. malmii Moldenke
- Syngonanthus nitens f. pilosus Moldenke
- Syngonanthus nitens var. viviparus Moldenke

## Usos
Les propietats més reconegudes d'aquestes herbes són el color daurat, d'aquí li ve el seu nom en portugués, capim dourado, i la flexibilitat i durabilitat què, com a matèria primera, les fan idònies per ser manufacturades.
Aquesta herba era emprada pels indígenes del poble xerente. A la dècada del 1920 es va formar al Jalapão una comunitat quilombola d'ex-esclaus migrats de Bahia, que van aprendre dels xerentes la tècnica de la seva manufactura. Les tiges d'herba són cosides amb una fibra resistent, obtinguda de les fulles de la palmera buriti (Mauritia flexuosa), força abundant a la regió. La producció tradicional formava part de l'economia de subsistència de la localitat, passant de generació en generació sense grans canvis. Es produeixen principalment polseres, arracades, penjolls, clauers, bosses, cinturons, elements de decoració, sandàlies i roba.
No va ser fins a finals del segle xx que aquestes peces d'artesania no van guanyar rellevància nacional. Això va suposar un vertiginós creixement de la demanda i, a la llarga, va posar en risc la sostenibiltat dels conreus. El govern estatal de Tocantins va regular-ne el conreu, limitant-la a dos mesos per any (del 20 de setembre al 20 de novembre) i l'extracció in natura va ser prohibida. Es protegia així, no només els prats naturals, sinó també el creixement econòmic i social de la població local.
Encara que l'herba es pot trobar en una gran extensió de l'estepa brasilera coneguda com cerrado, en estats com Minas Gerais, Goiás, Tocantins o Bahia, històricament se la considera una herba pròpia del Parc Estatal del Jalapão (Tocantins) i, més concretament, de la localitat de Mateiros, on es va donar a conèixer la producció d'objectes fabricats amb el seu escap.
A més de la intensificació en la producció d'artesania, la gran amenaça d'aquesta espècie són els incendis i la desforestació que assolen el Brasil des de fa dècades.

Manufactures d'Herba daurada
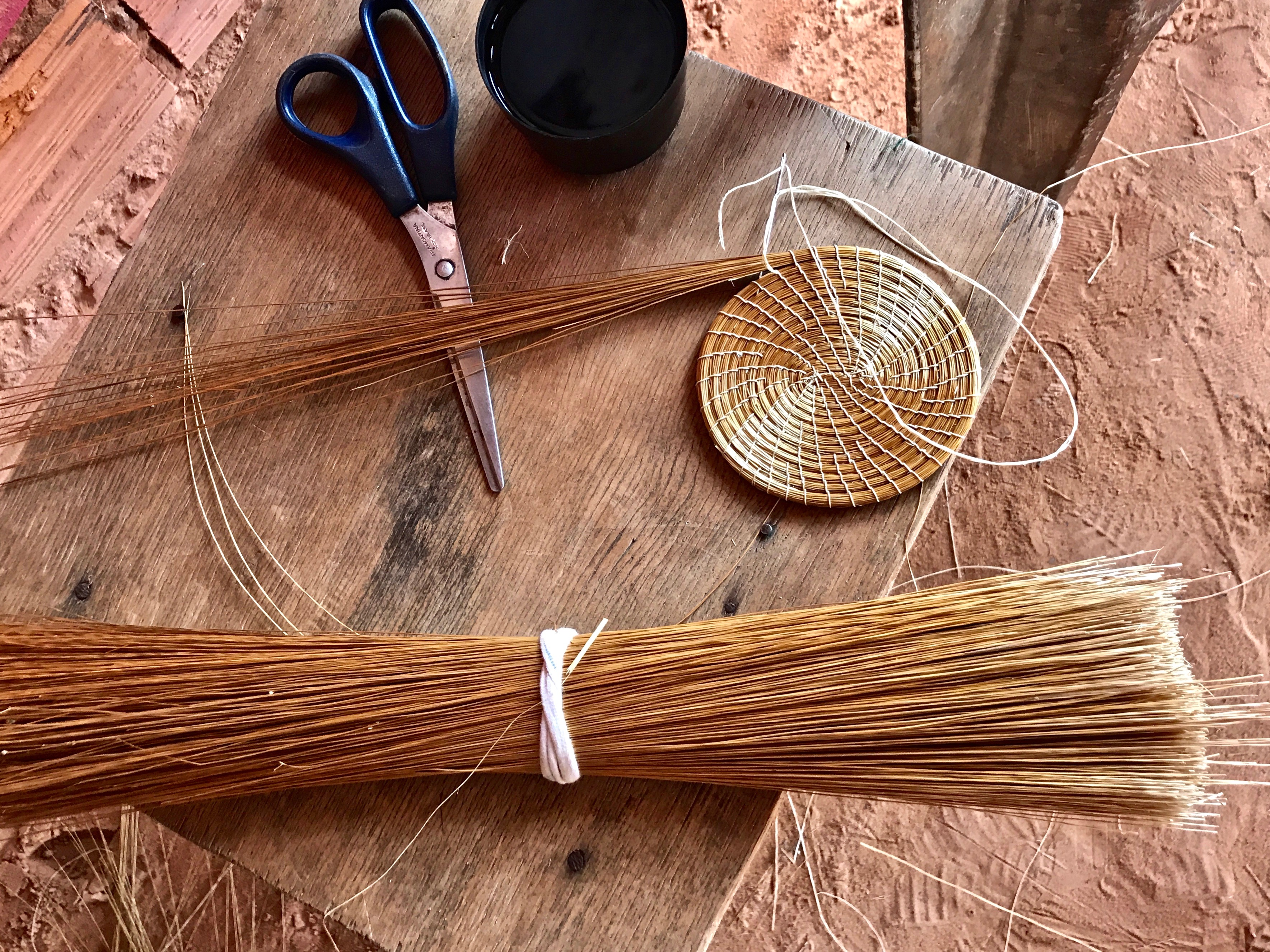
Producció
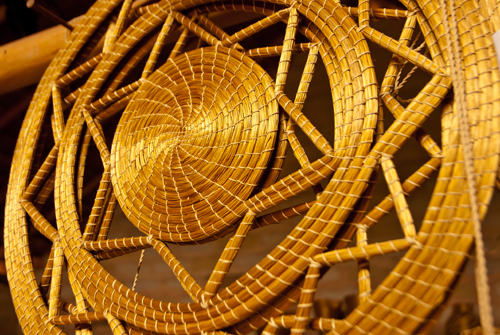
Detall d'una mandala
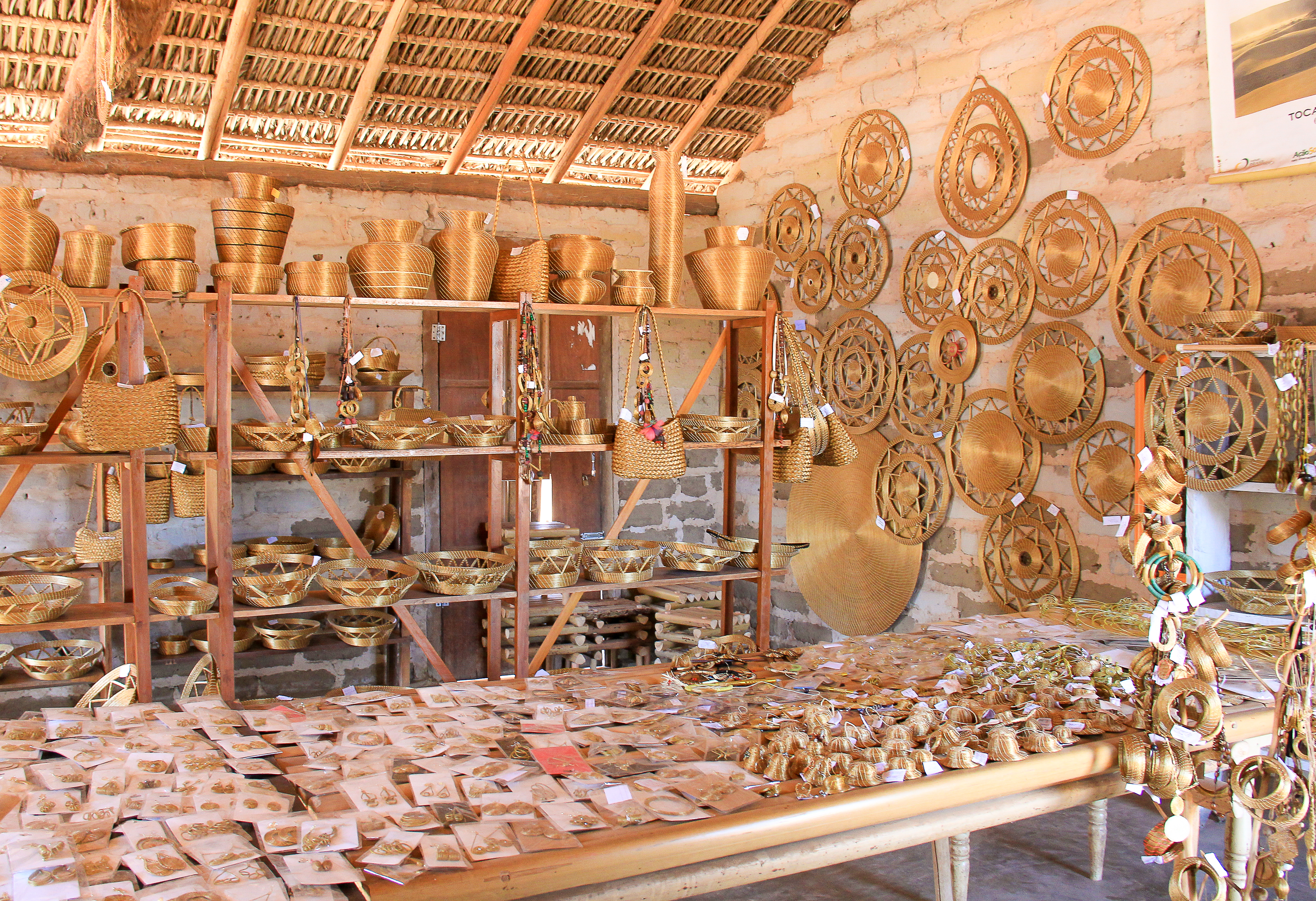
Exposició i venda